# مريم البلوشي
مريم البلوشي، شاعرة وكاتبة إماراتية البارزة، ولدت في عام 1990 وتعتبر واحدة من أبرز الأصوات الأدبية الشابة في دولة الإمارات العربية المتحدة. تمتاز أعمالها بالعمق والحس الفني الرفيع، وتعكس تجربتها ورؤيتها الفنية للحياة. ولدت مريم في بيئة تحترم الثقافة والأدب، حيث نشأت في عائلة تحظى بتقدير واحترام في المجتمع الإماراتي. هذا البيئة المحترمة أثرت على تكوين شخصيتها وأدت إلى تطورها الفني الملحوظ. تتميز أعمالها بالتنوع والغزارة، حيث تعبّر عن مختلف جوانب الحياة والإنسانية بأسلوب شاعري مميز وعميق. تنوعت أعمالها بين الشعر والقصة القصيرة والمقالة الأدبية، وجميعها تتسم بالتعبير الفني الراقي والتأمل العميق. إلى جانب كتابتها ونشاطها الأدبي، بدأت مسيرتها المهنية في هندسة البيئة بالطيران المدني، حيث كانت أول امرأة إماراتية وعربية تدخل هذا المجال في عام 2006. وتُعتبر أيضاً رئيسة مفاوضي ملف التغير المناخي لقطاع الطيران في إطار دورها الفعّال في المجتمع والقطاع الهندسي.

## سيرة ذاتية

### المسار الأدبي
بدأت مريم البلوشي مسيرتها المهنية كمعلمة للغة العربية، من بعد ذلك لاحظت ووجدت لديها شغفاً للكتابة والتعبير الأدبي. بدأت بنشر مقالاتها وقصصها القصيرة في الصحف والمجلات المحلية، حيث لفتت انتباه الجمهور بأسلوبها الأدبي الفريد والمواضيع التي تختارها للكتابة عنها.

### العمود الأسبوعي
تعمل البلوشي حالياً ككاتبة عمود أسبوعي في جريدة الخليج، حيث تطلق وجهات نظرها حول مجموعة واسعة من القضايا الاجتماعية والثقافية والسياسية. يتميز عمودها بالعمق والتحليل النقدي، مما يجعلها مصدراً مهماً للرأي العام والنقاش العميق.

### الإسهامات الثقافية
من خلال كتاباتها ومشاركاتها الإعلامية، تسعى مريم البلوشي إلى تعزيز الوعي الثقافي والاجتماعي، وتشجيع الحوار والتفاهم بين أفراد المجتمع. تعتبر من الأصوات البارزة في تشكيل الرأي العام وتوجيه الانتباه إلى القضايا ذات الأهمية.
التأثير:
تظل مريم البلوشي إحدى الشخصيات المؤثرة في المجتمع الإماراتي، حيث تستمر في ترك بصمتها الثقافية والأدبية من خلال كتاباتها ومساهماتها المستمرة في مجال الصحافة والأدب.

## عن مواهبها وتجاربها
- عندما سُئلت مريم عن أي مجال هو الأحب إلى قلبها أجابت: "الكتابة هي منطلقي الأول في الحياة، وقد بدأت بالكتابة منذ أن كنت في المدرسة، ثم تعلّمت أصول الخط العربي الذي تألقت فيه قبل تخصّصي في الهندسة، وبعدها دخلت عالم البيئة وتغير المناخ. الحرف العربي هو متنفّسي وعالمي الذي ألجأ إليه للتخلص من ضغوط العمل، والكتابة جعلتني أعرف نفسي وأؤثر إيجاباً في حياة الآخرين".[2] وتابعت: "باختصار، أنا إنسانة مأخوذة بحب الكلمة، والكتابة تجري في عروقي وأعبّر من خلالها عمّا يعتريني من مشاعر وحالات. وأطمح لأن أكون سفيرة الحرف عالمياً وإدخاله الى العلامات العالمية، وأسعى لأن أغيّر الكثير في أسلوب طرح اللوحة الخطّية مستقبلاً، وهو ما قدّمته في تعاوني مع دار «فان كليف» العالمية في عام 2020 وشركة «بي أم دبليو»، ضمن احتفالات اليوبيل الذهبي للدولة. كما أنني مؤلّفة وكاتبة عمود أسبوعي في جريدة «الخليج»".[2]
- وعن الخط العربي تقول: "كنت في الثالثة من عمري حين اكتشفتُ شغفي بالخط العربي. ذات يوم أعطاني أحد أبناء عمّي كرّاس الخط العربي الذي كانوا يدرّسونه في المدرسة. كنت طفلة مشاغبة قليلاً، وعندما أمسكت بالكرّاس لم أكن أعرف الألفباء، لكنني أحببت أشكال الحروف ورحت أقلّدها وأنسخها. وحين دخلت المدرسة، بدأت أتعلّم اللغة العربية وأنواع الخطوط، ولطالما راودني سؤال: هل يمكن أن يكون خطّي جميلاً يوماً ما؟ كنت أسعى لذلك، إلى أن قررت في المرحلة الثانوية التخصّص في الخط العربي، ورحت أدرس وأتدرّب كل صيف، بدءاً من النسخ إلى الرقعة ثم الديواني. وفي بداية المرحلة الجامعية، علمتُ أن هناك معهداً لتعليم الخط العربي في الشارقة أُنشئ عام 2003، فالتحقت به. ولكن دخولي ميدان العمل بعد أن تخصّصت في الهندسة الكيميائية ونلت الماجستير في علوم البيئة دفعني لاتخاذ قرار بالتخلّي عن موهبتي هذه. كنت أحاول إقناع نفسي بأن الدراسة والوظيفة أهم، وفي الوقت نفسه أشعر بالحزن لعدم ممارسة هوايتي في الخط العربي طوال 6 سنوات، الى أن قررت العودة الى هذه الهواية في عام 2009 بتشجيع من أستاذي محمد النوري".[2]
- "الخط العربي بالنسبة إليّ هو تتويج لمرحلة من الدراسة والاكتشاف الذاتي. ففي الماضي كنت أمتهن الخط كأساليب وأشكال، أما اليوم فقد بدأت شخصية الكاتبة تفرض نفسها على الخط، وأصبحت أرى نفسي وبكل ثقة فنانة القصة، فنانة تسرد قصصاً من خلال الحرف العربي، وهذا تجلّى في عدد من أعمالي ذات الأثر، وبينها: لوحة «القهوة» 2015، التي تُعرض الآن في البرازيل وتلقى رواجاً كبيراً لدى الشعب البرازيلي لارتباطها بتاريخ القهوة لديهم، ولوحة «زايد» 2018، التي تحكي عن التعايش... وهناك عمل قيد التنفيذ ذو معنى إنساني نبيل".[2]
- وتتحدث عن تجربة اختيارها من قبل وزارة الخارجية الأمريكية لتمثيل الإمارات في برنامج «القادة الزائرين الدوليين» عام 2019، حيث تقول: "الاختيار بحد ذاته لأمثّل دولتي الإمارات هو شرف كبير لي ومدعاة فخر. التجربة كانت مختلفة، فلأول مرة أخرج من محيط المنطقة العربية لألتقي بنساء قياديات من كل دول العالم. كنا 50 امرأة من مختلف الأقاليم والمناطق الجغرافية، وأصبح لي صديقات وزميلات كثيرات من بينهنّ، والذي لا أنساه كيف أن النظرة إلينا كانت في البداية مجحفة، وأننا نساء مدلّلات كل شيء ميسّر لنا ولا نتعب للحصول عليه. وبعد انتهاء البرنامج، أبهرني احترامهم الكبير للفتاة المحجّبة المتعلّمة، وهذا أكد لي أن البرنامج يستأهل التعب والجهد الذي بذلته خلاله. فالبرنامج علّمني كيف أحكي قصّتي، وأن قصتي تستحق أن تُروى، وأن هناك كثيرين سيتعلمون من أبسط ما فيها".[2]

## انشغالاتها
- مريم البلوشي شخصية متعددة المواهب والمجالات، فهي ليست فقط كاتبة وفنانة خط تعبر عن إبداعها من خلال الكتابة والفن، بل تجسد هذا الإبداع أيضاً من خلال فن الخط العربي، حيث تقدم أعمالاً فنية تعكس جمالية اللغة العربية.[3]
- تتميز البلوشي بخلفية هندسية مهندسة كيميائية، حيث تمتلك معرفة واسعة في مجال الهندسة الكيميائية والعلوم الطبيعية.[3]
- تعمل كخبيرة في مجال تغير المناخ، حيث تسعى لتوعية الجمهور بأهمية الحفاظ على البيئة وتبني سلوكيات صديقة للبيئة.[3]
- تشغل البلوشي أيضاً منصب مديرة قسم البيئة في الهيئة العامة للطيران المدني، حيث تتولى مسؤولية تطوير وتنفيذ السياسات والبرامج البيئية في القطاع.[3]
- وتقود البلوشي فريق المفاوضات بشأن التغير المناخي في قطاع الطيران، حيث تتولى المشاركة في المفاوضات الدولية للحد من انبعاثات الغازات الدفيئة من هذا القطاع.[3]

## مقالاتها
العمود الأسبوعي في جريدة الخليج: كونت مريم البلوشي مكاناً لها في عالم الصحافة من خلال كتابتها لعمود أسبوعي في جريدة الخليج، حيث تناولت فيه العديد من القضايا الاجتماعية والثقافية والسياسية برؤية نقدية مميزة، ومنها:
- مُرّاكش الحمراء [4]
- قمة الثوابت و«السنع» [4]
- نحن والمطر أحباب![4]
- رسالتنا للعالم[4]

## مشاركتها في مهرجان طيران الإمارات للآداب
بمشاركتها في مهرجان طيران الإمارات للآداب، تعبّر مريم البلوشي عن فخرها واعتزازها بهذه الفرصة، وتعرب عن شكرها العميق للقائمين على المهرجان. تبرز مريم دور شركة طيران الإمارات في دعم المجتمع الأدبي والثقافي، وتعبر عن فخرها بأن تكون جزءاً من هذا الحدث المهم.
تعتبر مشاركة مريم في المهرجان تحولاً في دورها، حيث تتطلع إلى تقديم مواهبها كفنانة وكاتبة بمستوى جديد. تطمح مريم إلى أن تكون مشاركتها فرصة لإبراز قيمة الحرف العربي وفن الخط العربي على المستوى العالمي، مما يعكس رؤيتها الفنية وتفانيها في تعزيز التراث الثقافي.

## جوائز و مشاركات
حصلت على عدة جوائز أهمها جائزة الشخصية القيادية في الطيران ضمن جوائز الشرق الأوسط لقادة الأعمال (MEBSLA) لعام 2015، من قبل جمعية التطوير القيادي الأمريكية (ALDA) وبالتعاون مع مجلة القادة الدوليين تحت شعار: “إعادة تعريف النمو الاقتصادي العالمي”، وبرعاية اتحاد غرف مجلس التعاون الخليجي. 
تم اختيارها للمشاركة عدة مرات في معرض الشارقة الدولي معرض دبي الدولي للخط العربي من بين أكثر فناني الخط إحترافي في العالم. كما شاركت بأعمالها في عدد من المعارض الخارجية، مثل معرض فنانات عربيات في مقر الأمم المتحدة "بجنيف"، معارض اللغة العربية في "جنيف"، معرض في "نيوزلندا" عام 2019، كما لها مبادرات فنية شخصية أهما مبادرة لوحة “زايد” في عام زايد، وفي عام 2020 قامت بالتعاون مع دار "فان كليف" العالمية بعمل لوحة فنية خاصة باسم ” أزهار القيم” تعكس قيم مجتمعنا بالتزاوج مع قيم الدار من خلال 12 قيمة، ليصبح  العمل اليوم جزءاً من تاريخ الدار كونه  أول عمل فني لإبراز هوية المنطقة من خلال الخط، تطوعت للعمل كمستشارة لمرسم مطر والفنان مطر بن لاحج منذ عام 2014 وحتى عام 2018، وهي عضو مؤسس لدار “ملهمون للنشر والتوزيع”.